# Nasi
Marcos Valadão Ridolfi, mais conhecido como Nasi (São Paulo, 23 de janeiro de 1962), é um cantor, compositor, produtor musical, radialista, apresentador de televisão e ex-DJ brasileiro. É vocalista da banda de rock Ira!.
Nasi costuma dizer nas entrevistas, quando indagado do apelido, que era chamado de "Nazi" na Escola Estadual Brasílio Machado, na Vila Mariana, por seu estilo de vestir meio punk (mas segundo o colega de Ira!, Edgard Scandurra, o apelido vem do nariz avantajado). Sua biografia atribui também a brigas causadas em meio à transmissão da minissérie Holocausto. Começou a escrever seu apelido com S, "Nasi" ao invés de "Nazi", para não haver essa associação que sempre faziam com o nazismo.

## Biografia
Nasceu em São Paulo, no bairro da Bela Vista, filho de Airton Valadão Rodolfo e Egya Scarlato Rodolfo e tem um irmão: Airton Valadão Ridolfi Júnior, ex-empresário do Ira!. Seu nome de batismo é Marcos Valadão Rodolfo, mas depois, assim como seu irmão, mudou a grafia do sobrenome para o original italiano Ridolfi em homenagem ao bisavô imigrante.
O cantor cursou História na FFLCH da USP. Funda em outubro de 1981 o grupo de rock Ira! com o colega de secundário Edgard Scandurra (guitarra) e com o amigo Adilson Fajardo (baixo) para participar do I Festival Punk da PUC. A banda prossegue após show de estréia e Nasi larga a Faculdade de História na Universidade de São Paulo.
Em 1983, com O Ira! grava, inicialmente, compacto com “Pobre Paulista” e “Gritos na Multidão”. Paralelamente assume a voz do grupo paulistano Voluntários da Pátria onde estreia em LP homônimo, primeiro e único dessa cultuada banda de Art-Rock aonde permanece até o final de 1984.
Em 1988, juntamente com o ex-companheiro de Ira! André Jung, produziu o 1º disco de hip hop brasileiro, chamado de Hip-Hop Cultura de Rua, que continha nomes como Thaíde e DJ Hum. Ainda como produtor assina, na sequência, os primeiros álbuns da dupla Thaíde e DJ Hum (“Pergunte a Quem Conhece” e “Hip Hop na Veia”).
No final dos anos 1980, foi namorado da cantora Marisa Monte e teve um relacionamento com a atriz Marisa Orth em 1990.
Em 1991, funda a trupe Nasi e os Irmãos do Blues que passaria nas jams sessions no circuito noturno paulistano para uma carreira solo discográfica: “Uma Noite com Nasi e os Irmãos do Blues" (1994); “Os Brutos Também Amam” (1996); “O Rei da Cocada Preta” (2000).
Largou a cocaína em 1997; a maconha, dez anos depois.
É filiado ao Partido Comunista do Brasil desde 2003.
Em 2003, posou na seção Eu Queria Ser... da Revista MTV como o X-Men Wolverine. Gostou do visual e resolveu adotá-lo, o que lhe rendeu o apelido "Wolverine Valadão" no campeonato Rockgol, além de posar como o personagem na capa do seu primeiro álbum solo, Onde os Anjos Não Ousam Pisar.
No início de setembro de 2007, após brigas com o irmão/empresário Airton Valadão, Nasi retirou-se do Ira! que acabou logo em seguida. Com o fim do Ira!, Nasi torna sua carreira individual definitiva e monta sua banda integrada por Nivaldo Campopiano na guitarra, Johnny Boy no Baixo, André Youssef no teclado e Evaristo Pádua na bateria, realizando uma série de shows por todo o Brasil.
Em 2008, grava uma versão da música "Epitáfio" dos Titãs, para tema de um dos principais personagens da novela Chamas da Vida, da RecordTV.
No início de 2009, Nasi se tornou personagem de desenho animado e foi o protagonista da série "Rockstar Ghost", transmitida pela MTV Brasil. A série conta a história de um caçador de fantasmas, que trabalha na repartição pública AFFFE (Agência Federal de Fiscalização de Fenômenos Espectroplasmáticos), especializada em capturar celebridades musicais já mortas. Os mortos voltam à vida, quando um disco seu é tocado ao contrário.
Apaixonado por futebol, o músico também é conhecido por ser torcedor fanático do São Paulo Futebol Clube e entre 2008 e 2014, apresentou o programa 90 Minutos na rádio Kiss FM. O programa falava sobre futebol e rock 'n' roll. É presença constante em programas de debate esportivo na televisão e no rádio.
Atuou no filme Sem Fio, dirigido por Tiaraju Aronovich; no longa-metragem, ele vive o protagonista Castro, viciado em cocaína que é casado com Marisa, uma mulher insatisfeita e entediada com sua rotina de trabalho.
Em 2009, participou do programa esportivo Bola na Rede, da RedeTV!, e fez a abertura do show do AC/DC em São Paulo, no Estádio do Morumbi, para aproximadamente 75 000 pessoas.
Em 2010, lançou o álbum Vivo na Cena, auxiliado pelo produtor americano Roy Cicala e lançado pelo selo Coqueiro Verde.
No final de 2012, lançou o álbum Perigoso, em parceria com as gravadoras Trama e Coqueiro Verde.
Entre 2013 e 2018, o cantor apresentou o programa Nasi Noite Adentro, exibido de quinta pra sexta-feira no Canal Brasil. É pai de duas filhas e tem um neto.
Em 2022, ao lado da banda Os Spoilers, lança nas plataformas um EP com quatro canções inéditas e duas regravações.
No segundo semestre de 2022, lançará o documentário "Exu e o Universo", que ajudou a escrever e a produzir, sobre a cultura e religião iorubá, que ele pratica.

## Discografia

### Solo
- Onde Os Anjos Não Ousam Pisar (2006)
- Vivo na Cena (2010)
- Perigoso (2012)
- Egbé (2015)[15]
- Nasi & Os Spoilers (2022)
- Rocksoulblues (2024)

### Ira!
- IRA (1983)
- Mudança de Comportamento (1985)
- Vivendo e Não Aprendendo (1986)
- Psicoacústica (1988)
- Clandestino (1990)
- Meninos da Rua Paulo (1991)
- Música Calma para Pessoas Nervosas (1993)
- 7 (1996)
- Você Não Sabe Quem Eu Sou (1998)
- Isso É Amor (1999)
- MTV ao Vivo (2000)
- Entre seus Rins (2001)
- Acústico MTV (2004)
- Invisível DJ (2007)
- Ira! e Ultraje a Rigor - Ao Vivo Rock in Rio (2011)
- Ira! Folk (2017)
- IRA (2020)
- IRA Demos 83-84 (2022)[16]

### Voluntários da Pátria
- Voluntários da Pátria (1984)

### Nasi & Os Irmãos do Blues
- Uma Noite Com Nasi & Os Irmãos do Blues  (1993)
- Os Brutos Também Amam  (1996)
- O Rei da Cocada Preta  (2000)
- Nasi & Os Irmãos do Blues Ao Vivo (Official Bootleg) (2000)

## Livros sobre Nasi
- A Ira de Nasi- Autor Mauro Beting - Editora Belas Letras